# Brachiolejeunea bicolor
Brachiolejeunea bicolor là một loài Rêu trong họ Lejeuneaceae. Loài này được (Nees) Mont. mô tả khoa học đầu tiên năm 1884.